# 上篮
上籃（layup）或稱走籃或挑籃，是篮球中的一種进攻方式。通常指進攻到籃下的位置跳起，把籃球送到接近籃框的高度，以单手將球放進去或擦板（又名打板、擦板）投進。在上籃時，允許運球球員在收球之後，在兩步之內對籃框進行攻擊，因此又称三步上篮。上籃在快攻以及一般進攻時都常使用。上籃中也包含挑籃和灌篮。
对上篮的防守一般有阻攻和製造对方带球撞人。一般情況下上籃是命中率很高的得分方式。